# Minju-Partei (Südkorea, 2008)
Die Minju-Partei (koreanisch: 민주당,  Transliteration: Minju-dang, in Deutsch: Demokratische Partei) war eine liberale Partei in Südkorea, die zwischen Februar 2008 und Dezember 2011 bestand.

## Geschichte
Am 17. Februar 2008 wurde die Tonghap-minju-Partei (통합민주당, Tonghap-minju-dang, Vereinigte Demokratische Partei) gegründet und ging aus der Dae-tonghap-minju-sin-Partei (대통합민주신당, Neue Große Vereinigte Demokratische Partei), zuvor Yeollin-uri-Partei (열린우리당, Yeollin-uri-dang, Unsere Offene Partei). Bei der Präsidentschaftswahl am 19. Dezember 2007 trat Lee Myung-bak (이명박) fü, und der im Jahr 2005 in Minju-Partei umbenannten Partei hervor. Im Juli 2008 änderte die vier Monate zuvor gegründete Tonghap-minju-dang ihren Namen auf Minju-dang (민주당, Demokratische Partei).
Sie stand damit in der Tradition der 1945 gegründeten Hanguk-minju-Partei, (한국민주당, Hanguk-minju-dang, Koreanischen Demokratischen Partei) und ihrer, stets unter ähnlichen Namen auftretenden, zahlreichen liberalen, demokratischen und nationalen Nachfolgeparteien. Am 16. Dezember 2011 beschloss die Partei, sich mit der Bürgereinheitspartei und dem Koreanischen Gewerkschaftsbund (한국노동조합총연맹 Hanguk-nodong-johap-chongyeonmaeng) zur Minju-tonghap-Partei (민주통합당, Minju-tonghap-dang, Demokratische Vereinte Partei) zusammenzuschließen, die sich dann 2013 wieder in Minju-dang, Demokratische Partei, umbenannte.
In der Präsidentschaftswahl im Dezember 2007 musste die liberale Yeollin-uri-Partei des ausscheidenden Präsidenten Roh Moo-hyun (노무현) eine herbe Niederlage einstecken. Der Wunschkandidat des Regierungslagers, Chung Dong-young (충동영) unterlag dem Kandidaten der konservativen Opposition Lee Myung-bak (이명박) mit 26,1 % zu 48,7 %. Damit schied das liberale Lager nach zehn Jahren aus der Regierung aus. Daraufhin kam es zu deutlichen Umbrüchen im Mitte-links-Spektrum. Die Yeollin-uri-Partei schloss sich wieder mit der Saecheonmyeon-minju-Partei (새천년민주당, Demokratische Partei des Neuen Millenniums) zusammen, von der sie sich 2002 abgespalten hatte.
Die erste Wahlteilnahme der neugegründeten Partei bei der Parlamentswahl am 9. April 2008 endete in einer deutlichen Niederlage: sie errang nur 25,1 % der Wählerstimmen, während 2004 die Yeollin-uri-Partei noch 38,3 % und die MDP 7,1 % erzielte. Statt 161 Sitze der beiden Vorgängerparteien konnte die neue Partei nur noch 81 der insgesamt 299 Sitze im südkoreanischen Parlament besetzen. Die konservative Große Nationalpartei des neugewählten Präsidenten Lee hingegen gewann die absolute Mehrheit.
Die Minju-Partei kämpfte danach in der Opposition gegen die konservative Regierung, die eine marktliberale Wirtschaftspolitik und eine kompromisslose Linie gegenüber Nordkorea betrieb.
Parteivorsitzender war ab 2010 Son Hak-gyu (손학규), der vor der Gründung der Demokratischen Partei von den Konservativen zum liberalen Lager übergelaufen war. Am 15. Dezember 2011 schloss sich die Partei mit der kleinen Bürgereinheitspartei, unter Beteiligung des Koreanischen Gewerkschaftsbundes, zur Vereinten Demokratischen Partei zusammen.

## Politische Positionen
Die Minju-Partei vertrat die sogenannte Sonnenscheinpolitik gegenüber Nordkorea, die darauf abzielt, die Vereinigung Nord- und Südkoreas auf dem Wege der Öffnung und des Austauschs herbeizuführen. Diese wurde von Ex-Präsident und Friedensnobelpreisträger Kim Dae-jung (김대중) begründet, der der früheren Saecheonmyeon-minju-Partei (새천년민주당, Demokratische Partei des Neuen Millenniums), angehörte, einer Vorläuferin der Minju-Partei. In der Innenpolitik vertrat die Partei linksliberale Positionen. Dies beinhaltet die Verteidigung von Arbeitnehmerrechten, die Unterstützung der Gewerkschaften und die Bemühung um eine gerechtere Einkommensverteilung.